# Ženský akt (Lázně Ostrožská Nová Ves)
Ženský akt je pískovcová skulptura v Lázních Ostrožská Nová Ves v obci Ostrožská Nová Ves v okrese Uherské Hradiště. Nachází se také ve Hlucké pahorkatině ve Zlínském kraji a na Slovácku.

## Historie a popis
Autory skulptury, která byla odhalena v roce 1978, jsou hlavní autor Zdeněk Houdek (*1930) a také sochaři Jan Pichl (*1935) a Josef Kilian (1918–1999) a architekt Evžen Simek (*1932). Dílo ztvárňuje stojící akt - nahou dlouhovlasou ženu, která se pravděpodobně svléká nebo utírá osuškou po koupeli. Skulptura byla vytvořena v duchu socialistického realismu a je umístěna v malém umělém jezírku trojúhelníkového půdorysu v lázeňském parku. Investorem díla byly tehdejší Československé státní lázně Luhačovice.

## Další informace
Skulptura je celoročně volně přístupná.

## Galerie

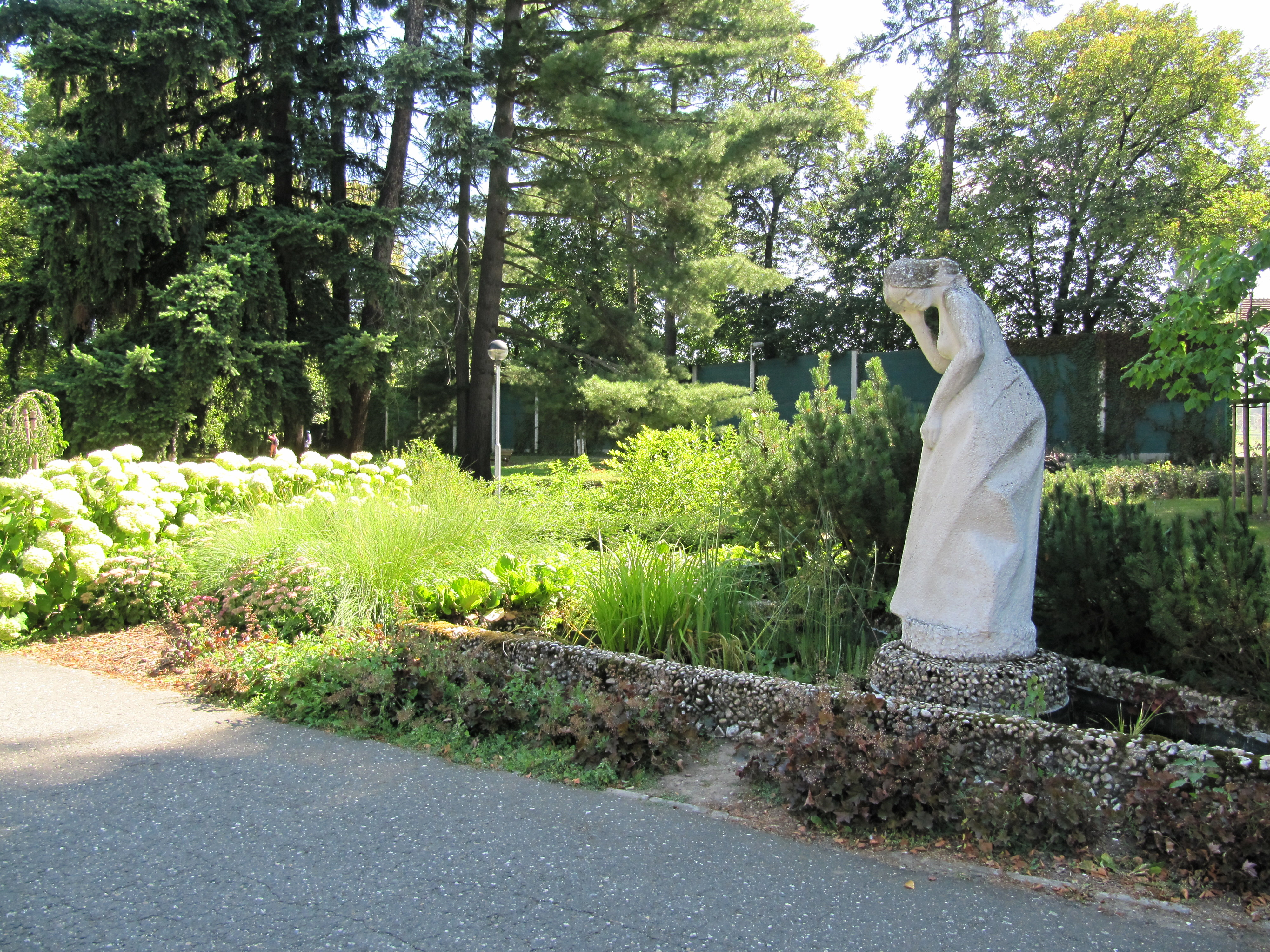
Umístění díla v Parku
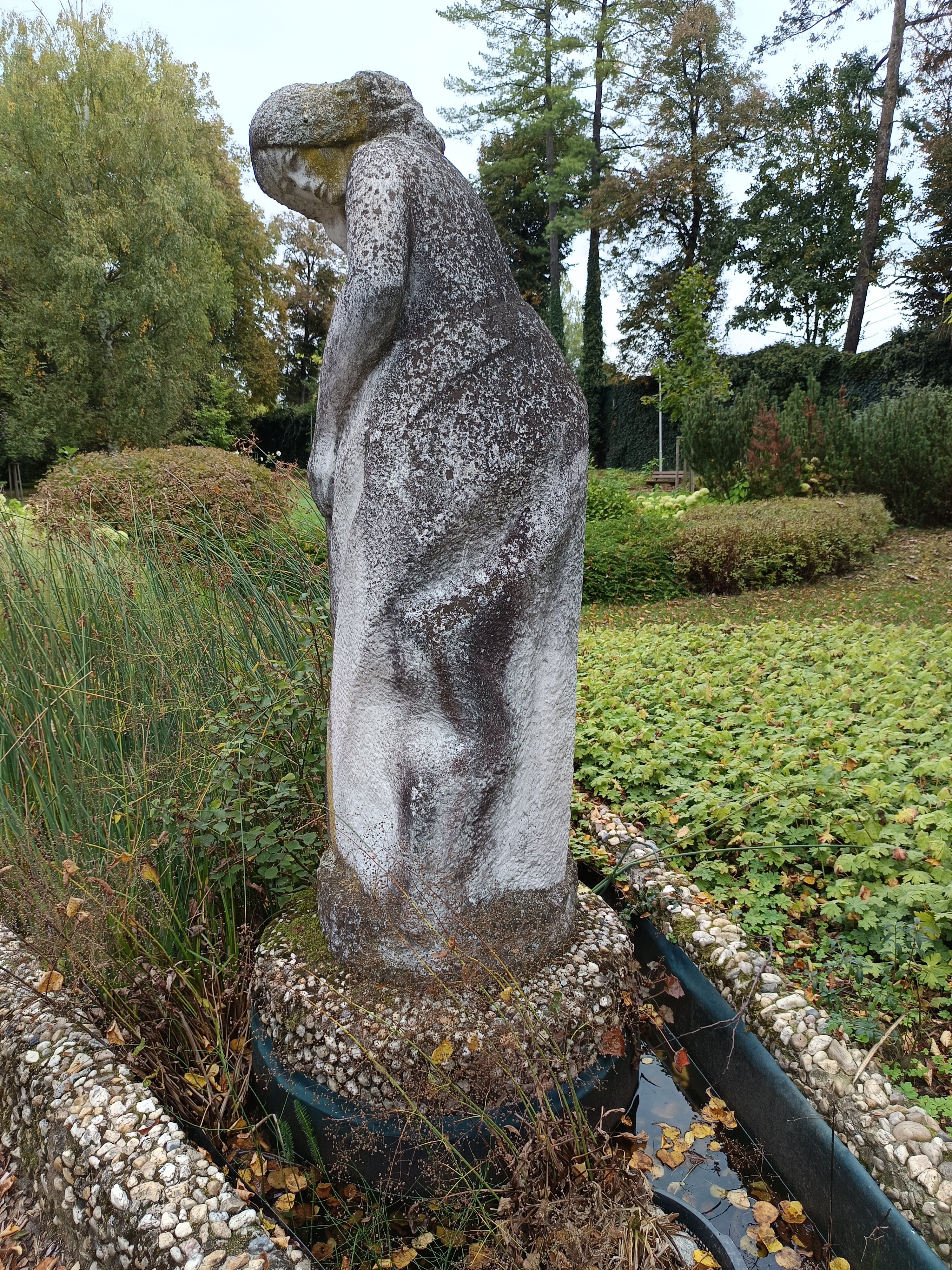
Boční pohled na dílo
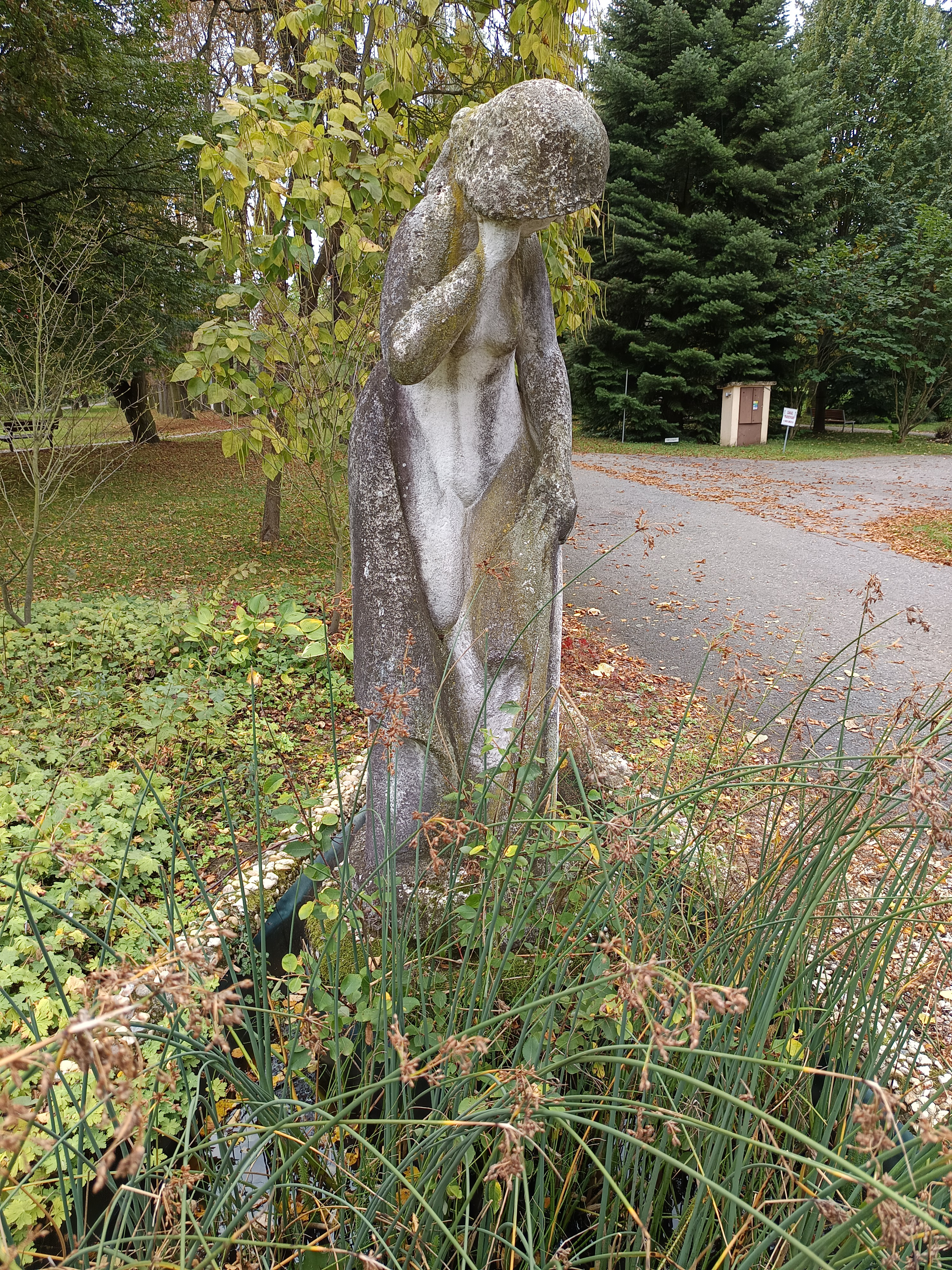
Boční pohled na dílo